# 414 (číslo)
Čtyři sta čtrnáct je přirozené číslo. Následuje po číslu čtyři sta třináct a předchází číslu čtyři sta patnáct. Římskými číslicemi se zapisuje CDXIV a řeckými číslicemi υιδ.

## Matematika
414 je:
- Abundantní číslo
- Složené číslo
- Palindromické číslo
- Šťastné číslo

## Astronomie
- (414) Liriope je planetka hlavního pásu, kterou objevil v roce 1896 Auguste Charlois

## Roky
- 414
- 414 př. n. l.